# Тейлор, Джереми Рэй
Дже́реми Рэй Те́йлор (англ. Jeremy Ray Taylor; род. 2 июня 2003, Bluff City, Теннесси) — американский актёр кино и телевидения, начавший сниматься в возрасте 8 лет. Стал известен после исполнения роли Бена Хэнскома в фильмах «Оно» (2017) и «Оно 2» (2019).

## Биография
Джереми Реймонд Тейлор родился 2 июня 2003 года в городке Блафф-Сити (штат Теннесси, США). Отец — Майкл Тейлор, мать — Трейси, менеджер музыкальной группы из Нэшвилла. Младший из шести детей в семье. С раннего детства проявлял склонность к актёрскому мастерству и уже в 8 лет впервые появился на телеэкранах, а спустя ещё два года состоялся дебют мальчика на широком экране.

## Награды и номинации
- 2018 — MTV Movie & TV Awards в категории «Лучшая актёрская команда» за роль в фильме «Оно» — победа (совместно с ещё 6 актёрами и актрисами).
- 2018[англ.] — Teen Choice Awards в категории Choice Movie: Ship за роль в фильме «Оно» — номинация (совместно с Софией Лиллис).

## Избранная фильмография

### Широкий экран
- 2013 — 42 / 42 — мальчик
- 2015 — Человек-муравей / Ant-Man — хулиган (в титрах не указан)
- 2015 — Элвин и бурундуки: Грандиозное бурундуключение / Alvin and the Chipmunks: The Road Chip — мальчик
- 2017 — Оно / It — Бен Хэнском
- 2017 — Геошторм / Geostorm — Эмметт (в титрах не указан)
- 2018 — Ужастики 2: Беспокойный Хеллоуин / Goosebumps 2: Haunted Halloween — Сонни Куинн
- 2019 — Оно 2 / It Chapter Two — Бен Хэнском в детстве
- 2022 — Выпускной класс / Senior Year — Нил Чудд

### Телевидение
- 2011 — Читай между строк[англ.] / Reed Between the Lines — Альберт (в эпизоде The 'C' Is Silent[англ.])
- 2016 — Хорошее поведение / Good Behavior — мальчик (в эпизоде We Pretend We're Stuck[англ.])
- 2019 — Обученные / Schooled — Рид (в 1 эпизоде)
- 2019 — Боишься ли ты темноты? / Are You Afraid of the Dark? — Грэм (в 3 эпизодах)
- 2021 — Бескрайнее небо / Big Sky — Бриджер (в 11 эпизодах)